# ジンクス!!!
『ジンクス!!!』は、2013年の日本映画。日本を舞台に、韓国からの留学生がとりもつ若い男女の初恋を描いた恋愛映画。日本と韓国の恋愛に関するジンクスの違いが取り上げられている。

## キャスト
- ヒョミン - ユン・ジホ（留学生）
- 清水くるみ - 山口楓
- 山﨑賢人 - 野村雄介
- 落合モトキ - 松坂隼人
- 松山愛里 - 室井邦子
- チョン・スギョン - （特別出演）
- 宮田早苗 - 三村幸枝
- 高橋和也 - 佐藤清治

## スタッフ
- 監督・編集 - 熊澤尚人
- プロデューサー - 小出真佐樹
- ラインプロデューサー - 古屋厚
- 脚本 - まなべゆきこ
- 音楽 - 安川午朗
- 撮影 - 藤井昌之
- 照明 - 松隈信一
- 録音 - 滝澤修
- VFXプロデューサー - 浅野秀二
- 音響効果 - 柴崎憲治
- 衣装 - 宮本まさ江
- ヘアメイク - 持丸あかね
- キャスティング - 明石直弓
- 助監督 - 古川豪
- 制作担当 - 金子拓也
- 韓国ロケユニット - TheDreamPictures
- プロデューサー - ソン・スンジン
- イメージソング - T-ARA「記憶 〜君がくれた道標（みちしるべ）〜」
- 劇中曲 - 辻井伸行「愛の夢」
- 配給 - ティ・ジョイ
- 製作 - ROBOT、ケー・エイチ・キャピタル、BizAsset、ゲートウェイホールディングス、ウイル・コーポレーション、バットコーポレーション

## 公開・興行成績
2013年10月20日に第26回東京国際映画祭の特別招待作品として上映された。2013年11月16日に全国で劇場公開された。

## DVD
2014年3月14日発売。東映ビデオよりリリース。
- ジンクス!!! 通常版（DVD1枚組）
  - 映像特典
    - 特報・劇場予告編
- ジンクス!!! スペシャルエディション（DVD2枚組・初回限定生産）
  - ディスク1：本編DVD（通常版と同様）
  - ディスク2：特典DVD
    - 撮影現場メイキング
    - インタビュー（ヒョミン / 清水くるみ&山﨑賢人）
    - キャストクランクアップ集
    - イベント映像集（10.17 東京国際映画祭グリーンカーペット / 11.16 初日舞台挨拶 / 11.25 感謝舞台挨拶）
    - イメージソング「記憶 〜君がくれた道標〜」T-ARA ミュージックビデオ2タイプ（熊澤尚人監督版 / メイキング版）
    - ジンクス ポーズ集
    - ポスターギャラリー

## その他
- この映画に原作はないが、脚本を担当したまなべゆきこにより小説化されている。また、ももち麗子により漫画化もされている。
- ロケの一部は北九州市の九州国際大学図書館内で行われた。